# Vienna (nome)
Vienna  è un nome proprio di persona italiano femminile.

## Origine e diffusione

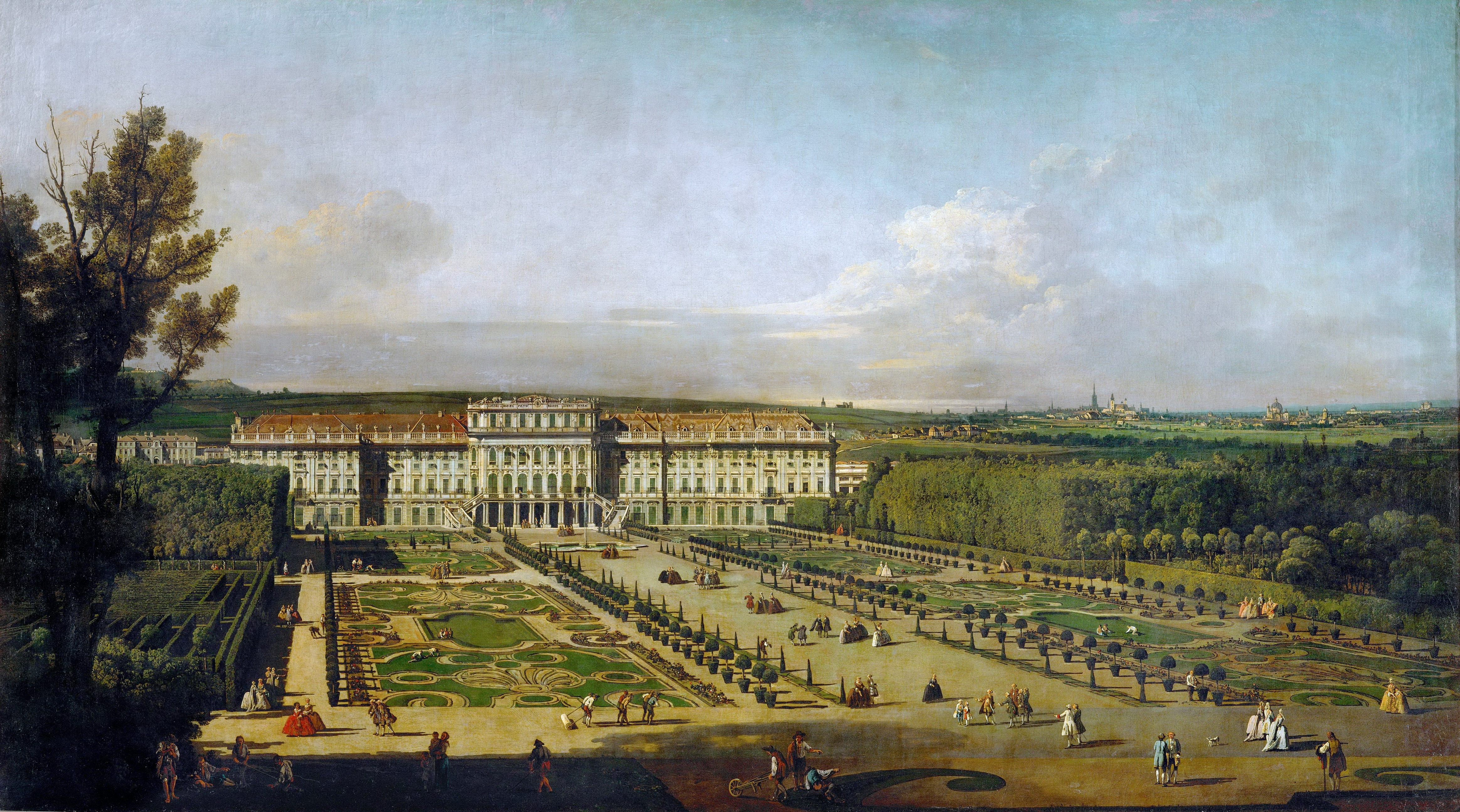
Uno scorcio di Vienna dipinto da Bernardo Bellotto

È un nome rinascimentale, riferito alla capitale austriaca di Vienna; è nato forse come soprannome etnico, ma potrebbe anche avere motivazioni ideologiche dato che la città fu sede di eventi importanti, tra cui il congresso del 1815, i moti del 1848 e la pace del 1866. Negli anni 1970 se ne contavano in Italia circa 2.700 occorrenze, di cui quasi un terzo in Toscana. Anche nei paesi anglofoni è in uso dal XIX secolo.
L'etimologia del toponimo di Vienna è incerta; molte fonti lo riconducono a Vindobona, forma latinizzata di un nome gallico composto da vindo ("bianco", forse in riferimento al fiume che la attraversa) e bona ("forte", "accampamento"); il primo dei due termini risale alla stessa radice celtica da cui derivano nomi come Fiona e Guendalina.

## Onomastico
Il nome è adespota, cioè non è portato da alcuna santa, e l'onomastico viene festeggiato il 1º novembre, giorno di Ognissanti.

## Persone

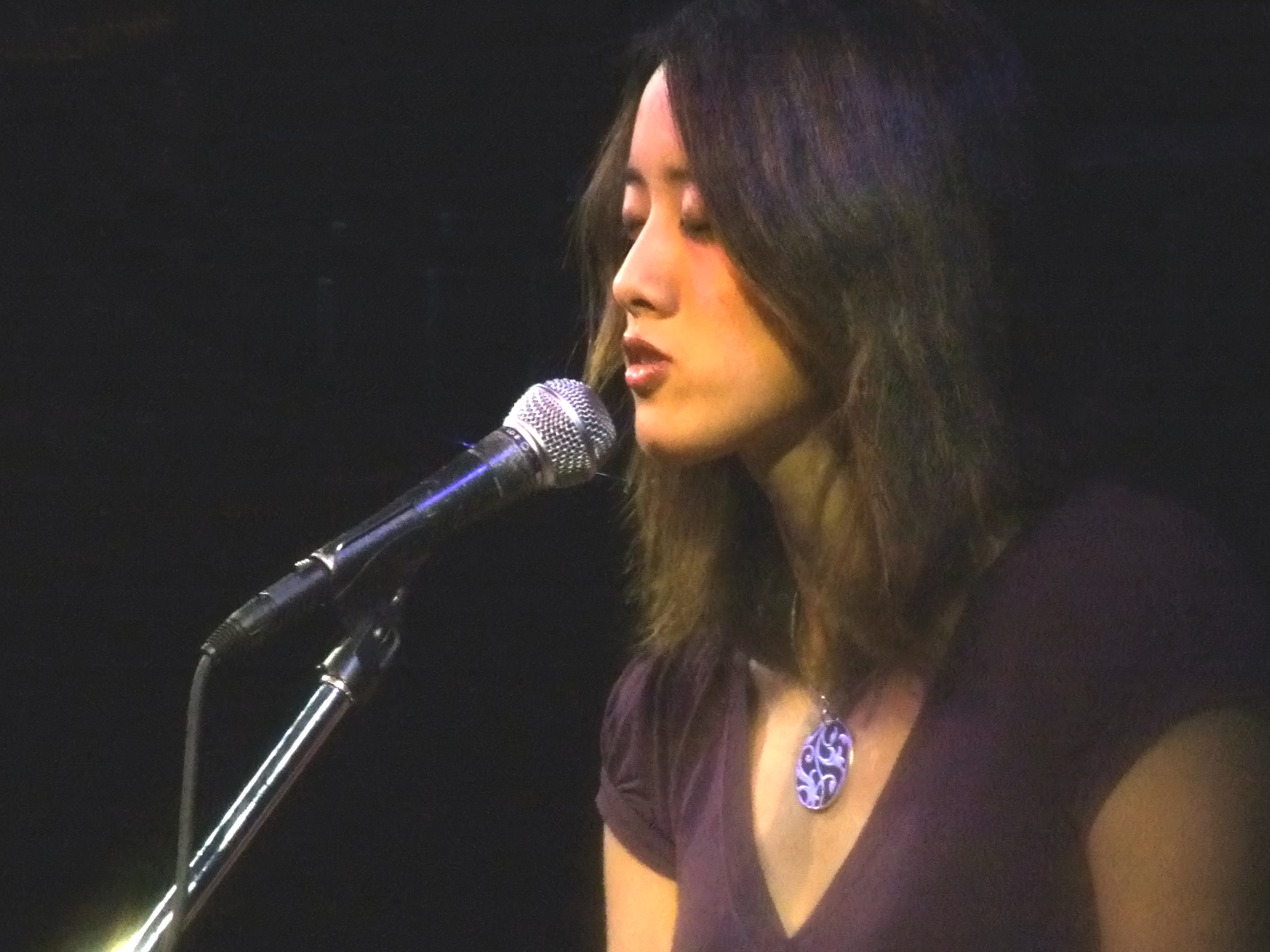
Vienna Teng

- Vienna da Fuscaldo, madre di san Francesco di Paola
- Vienna Teng, cantautrice e musicista statunitense